# Fabian Baumgärtel
Fabian Baumgärtel (* 7. Juli 1989 in Bamberg) ist ein deutscher Fußballspieler.

## Karriere
Nach den Jugendvereinen 1. FC Baunach, SV Hallstadt und FC Eintracht Bamberg wechselte der Abwehrspieler in die Jugend der SpVgg Greuther Fürth, wo er bis 2008 spielte. Seit 2008 war er fester Bestandteil der Fürther Reservemannschaft. Zur Saison 2011/12 wurde er von Cheftrainer Michael Büskens in den Kader der Zweitligamannschaft berufen. Sein erstes Spiel für die Kleeblätter machte Baumgärtel am 17. März 2012 (26. Spieltag) beim 4:1-Auswärtssieg gegen den TSV 1860 München, als er in der 83. Minute für Heinrich Schmidtgal eingewechselt wurde. Dieses Spiel blieb in der Spielzeit 2011/12 auch sein einziger Einsatz für die Fürther in der zweiten Bundesliga. Im Mai 2012 wurde dann bekannt, dass die SpVgg ihn für ein Jahr an den Zweitligaabsteiger Alemannia Aachen ausgeliehen hat. Am 19. Januar 2013 löste er seinen Vertrag bei der Alemannia auf und spielte bis Saisonende zunächst auf Leihbasis für die Stuttgarter Kickers. Zur Saison 2013/14 wurde Baumgärtel, der einen Vertrag über zwei Jahre erhielt, fest verpflichtet. Nachdem er mit den Kickers in die Regionalliga abgestiegen war, wechselte er im Sommer 2016 zum Halleschen FC. Am 12. Mai 2018 gab Fabian Baumgärtel seinen Abschied vom Halleschen FC bekannt, nachdem über eine Vertragsverlängerung aus finanziellen Gründen keine Einigung erzielt worden war. Zur Saison 2018/19 schloss er sich dem FC Viktoria Köln in der Regionalliga West an. Mit dem Verein wurde Baumgärtel Meister der Regionalliga und stieg in die 3. Liga auf. Trotzdem wechselte Baumgärtel Anfang der Saison 2019/20 weiter zur SV Elversberg in die Regionalliga Südwest. Hier gewann er am Ende der Spielzeit den Saarlandpokal. Nach zweieinhalb Jahren wechselte Baumgärtel zur Winterpause 2021/22 zurück zu seinem früheren Verein SpVgg Greuther Fürth, wo er wieder für dessen Reservemannschaft in der Regionalliga Bayern spielt. Im Januar 2024 schloss er sich Landesligist 1. FC Oberhaid an.

## Erfolge
- Meister der Regionalliga West: 2018/19
- Saarlandpokalsieger: 2020